# サリエル
サリエル（Sariel、שריאל）は、「神の命令」という名の大天使（アークエンジェル）であり、死を司る。スリエル（Suriel）、サラカエル（Sarakiel）、ゼラキエル（Zerachiel）とも呼ばれる。エノク書によると七大天使の一人である。

## 概要
神の前に出る事を許された十二人の天使（御前天使）の一人。神の玉座近くにはべる権利を持ち、神の意志を執行する司令官の役割を持つ。一説では医療に精通していて、癒す者として認知されていた。その説によると、サリエルはその力を駆使し、ラファエルの右腕として働いていたという。
神に忠実な天使であるが、キリスト教徒間では、彼もまた堕天使であると考えられている。悪魔と敵対関係にある天使、それも大天使がそのような汚名を着せられた理由は、神から指令された役目とサリエルの邪視にある。

### サリエルの任務
エノク書によれば、サリエルの任務の一つは霊魂を罪にいざなう人の子らの霊魂の看守である。人間がその魂を汚すことを防ぐという役目から死を司る天使ともされる。一説には大鎌を持ち、死者の魂を狩ると言われている。また、悪の道に走った天使の罪を量り、堕天させる役目を持ち、時にはこれまで堕天させた仲間を想い、血の涙を流している。
もう一つの役目が月の支配であり、これが堕天使と見なされる理由である。月は古代人にとって非常な霊力を持つものだった。日中に頭上で輝く太陽に比べて、暗い夜を照らしてくれるのは月であり、しかも満ち欠けという不可思議な性質がある。これは古代の人々にすれば創造、成長、衰退、破壊という全ての生物の宿命を象徹しているようであった。しかも、月は潮の干満を支配することから、生死は月の霊力によって支配されていると考えられた（日本人の間でも、人が生まれるのは満潮、死ぬのは潮が引く時とする俗信が未だ残されている）。よって古代人たちは、人間の霊魂は月に保管されており、誕生するときは月から霊魂が送り込まれ、肉体が滅びてしまうと、その霊魂は月に帰っていくと思っていた。

#### 魔術の源である月
こうした発想は根強いもので、「当然ながら地母神信仰、つまりは生命を司る大地なる母へと結びついている」という。イザヤ書において、預言者イザヤが「三日月の護符」を身に着けているシオンの乙女を非難するのも、その背景があるためである。月へのそういったイメージは、次第に魔術と結びつけられていった。例えば、信心深いキリスト教徒は月明かりの射す場で眠ることを嫌い、イギリスの哲学者兼科学者のロジャー・ベーコンは真剣に「月光を不用意に浴びたために生命を失った者が少なからずいる」と述べた。
こうした魔力を持つ月の統制権を得たサリエルが神への反逆者と糾弾されるのは、エノク書の中で月の秘密を人間に教えたと記されたからに他ならない。月の秘密とは、月が生命の誕生や死亡に密接に関係している魔力を指すと推測されている。月の運行に関する知識を人間に教えて堕天する彼は優雅に、何も語らず、自らの意志で堕ちたとされる。
そしてサリエルの象徴は鍵である。この鍵が意味するところは諸説あるが、恐らく魔術との深い関係がありそうだと意識され、一層サリエルのイメージは月に似て神秘的となる。

### 邪視の始祖
サリエルは邪視（邪眼・魔眼）の元祖と目されている。邪視とは一瞥で相手を害する事が出来るもので、見ただけで身動き出来なくさせたり、死に至らしめる強大な魔力である。そのためか、この天使の名が書かれた護符は邪視から逃れる効力があるとされる。その力の強さは時の教皇が、邪視の対策の為に護符を発布したと言われている程である。そういった言い伝えがあるためか、彼の邪視を奉り、その力を手に入れようとしていた者も居た。
ヨーロッパや東洋、さらにはアラブにおいても邪視は人々の恐怖像であり、サリエルの名を記した護符が持たれていた。

### ウリエルとイストラエル
アケメネス朝時代に起源をもつ四大天使の概念は、ミカエル、サリエル、ラファエル、ガブリエルの順で固定されており、後にこれはサリエル、ラファエル、ガブリエル、ミカエルの順になった。紀元前3世紀に遡る七大天使では、ラファエルが2番目、ミカエルが4番目、サリエルが5番目でガブリエルが7番目である。
死海文書のアラム語版の『エノク書』9章において、四大天使の2番目の天使はשריאと綴られており、欠落している最後の文字を補うとשריאלで、サリエルを指す。ここの四大天使の記述は3番目が欠落しているものの、最初がミカエルで最後がガブリエルなので、古い四大天使順と一致する。しかし、この古い四大天使の順番と綴りの両方で正確なのはアラム語版のみであり、2番目の四大天使はギリシア語の各版でウリエルに、ゲエズ語の各版ではウリエルに加えてサリエルとウリエルの折衷的な表記である"Sur'el"、"Suryal wa' Uryal"になっている。
『エノク書』10章で、神がノアに大洪水の予言を伝える天使が登場するが、この天使がサリエルになっている版はない。しかし、10章は以降の預言の場面でラファエル、ガブリエル、ミカエルの順が遵守されていることから、新しい方の四大天使の順番だと考えられる。ギリシア語の写本ではSyncellus版でウリエルになっており、Panopolitanus系統の版ではイストラエル(Ιστραηλ)である。ゲエズ語の諸版ではイストラエルの派生語と思しき名と、ウリエルとサリエルを混ぜた名の両方が見られる。
『エノク書』20章ではサリエルとウリエルの両者を七大天使としており、ギリシア語のPanopolitanus系統の写本のみがשריאלに忠実なギリシア文字の音写であるΣαριηλ(ラテン文字ではSaliel)という表記で伝えている。残りの版のサリエルに該当する部分はサラキエルなどのサリエルから派生した綴りになっている。
このように、エノク書の写本においてサリエルは四大天使としての役割をウリエルとイストラエルに取って代わられた。この原因として、イストラエルはイスラエル(Ισραηλ)から派生した綴りであり、天使のイスラエルはヤコブの別名である。『Prayer of Joseph』では、イスラエルはウリエルに勝る最高の天使とされるほどなので、ヤコブとノアの子孫を自称する選民としてのユダヤ人は、大洪水を告げる天使に、より格の高いイスラエルを好んだと考えられる。また、ウリエルに関しては、後の時代、エノク書に記されたウリエルの役割である「タルタロスの守護」をギリシア人が重視していたことが挙げられる。